# Joris van Spilbergen

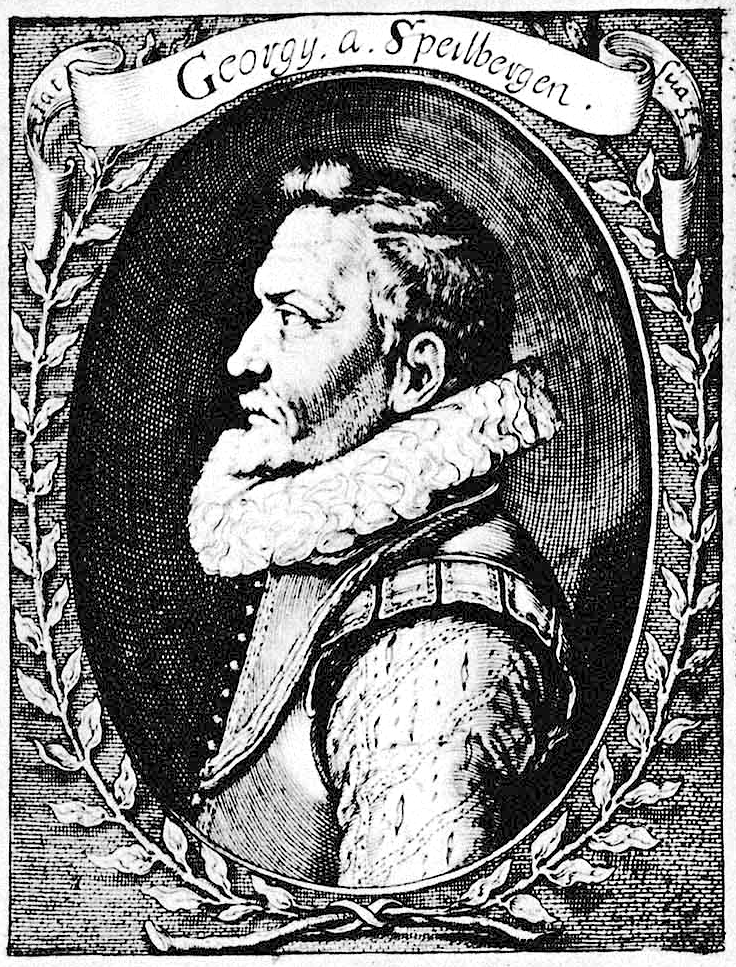
Joris van Spilbergen

Joris van Spilbergen (Antwerpen, gedoopt 2 november 1568 - Bergen op Zoom, 1620) was een Nederlands zeevaarder.
Voor zijn carrière op zee diende hij als adelborst op kasteel Zeeburg. Daarna werd hij koopman in Middelburg, maar hij ging failliet. Hij voer in 1598 in dienst van Balthazar de Moucheron naar Afrika. De Moucheron zocht een verversingsplaats voor zijn schepen. Van Spilbergen veroverde het eiland Principe op de Portugezen, maar het bleef slechts kort in hun bezit. In 1601 voer hij met drie schepen opnieuw in dienst van De Moucheron naar Indië, en landde als eerste Nederlander op Ceylon, waar hij vriendschappelijke betrekkingen met koning Vimala Dharma Suriya van het koninkrijk Kandy aanging. Hij keerde in 1604 terug in Nederland. 
In 1607 diende hij onder Jacob van Heemskerck in de Slag bij Gibraltar om een klaarliggende Spaanse vloot te vernietigen. In deze expeditie speelde hij als administrateur geen actieve rol.
In 1609 werd hij in Frankrijk gesignaleerd, toen koning Henry IV pogingen deed om een Franse Oost-Indische compagnie op te richten. Van Spilbergen verzekerde de Nederlandse gezant François van Aerssen in Frankrijk dat hij niet in Franse dienst zou treden, maar dat hij wel enige financiële waardering op prijs zou stellen voor zijn voorgaande prestaties voor de VOC.
Tussen 1614 en 1617 reisde hij in opdracht van de VOC rond de wereld door de Straat Magellaan.
Van Spilbergen heeft van de VOC geen bijzondere waardering gekregen voor de wereldreis en zijn gevechten aan de Zuid-Amerikaanse westkust, noch in geld, noch in woord. Mogelijkerwijs komt dat door roddels of geruchten dat hij zou hebben overwogen naar de Spanjaarden over te lopen. Hij raakte in financiële moeilijkheden, en trok zich terug in Bergen op Zoom. Hij woonde in Het Wolfken, een huis aan de Lange Potterstraat. Daar besteedde hij zijn tijd aan het schrijven van zijn reisverslag, maar hij heeft maar enkele maanden van de publicatie mogen genieten. In januari 1620 overleed hij. Hij werd in de Grote Kerk (nu Gertrudiskerk) begraven.

## De ontdekkingsreizen

### De reis naar Indië (1601 - 1604)

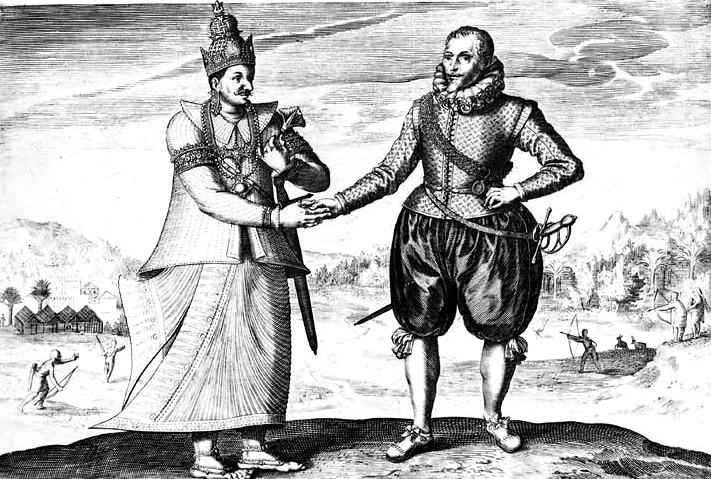
Joris van Spilbergen ontmoet koning Vimala Dharma Suriya van Kandy, Ceylon (1602)

In 1601 reisde Van Spilbergen in opdracht van Balthazar de Moucheron met drie schepen (het Schaap, de Ram en het Lam) naar Indië. De bevrijding van de gevangengenomen Frederik de Houtman op Atjeh en zijn bemanningsleden was een van de doelen van de reis, want Guyon Lefort werd viceadmiraal op de Ram. Guyon Lefort was degene die de schepen van de broers De Houtman heeft teruggebracht naar Nederland, nadat Cornelis vermoord en Frederik gevangengenomen werd.

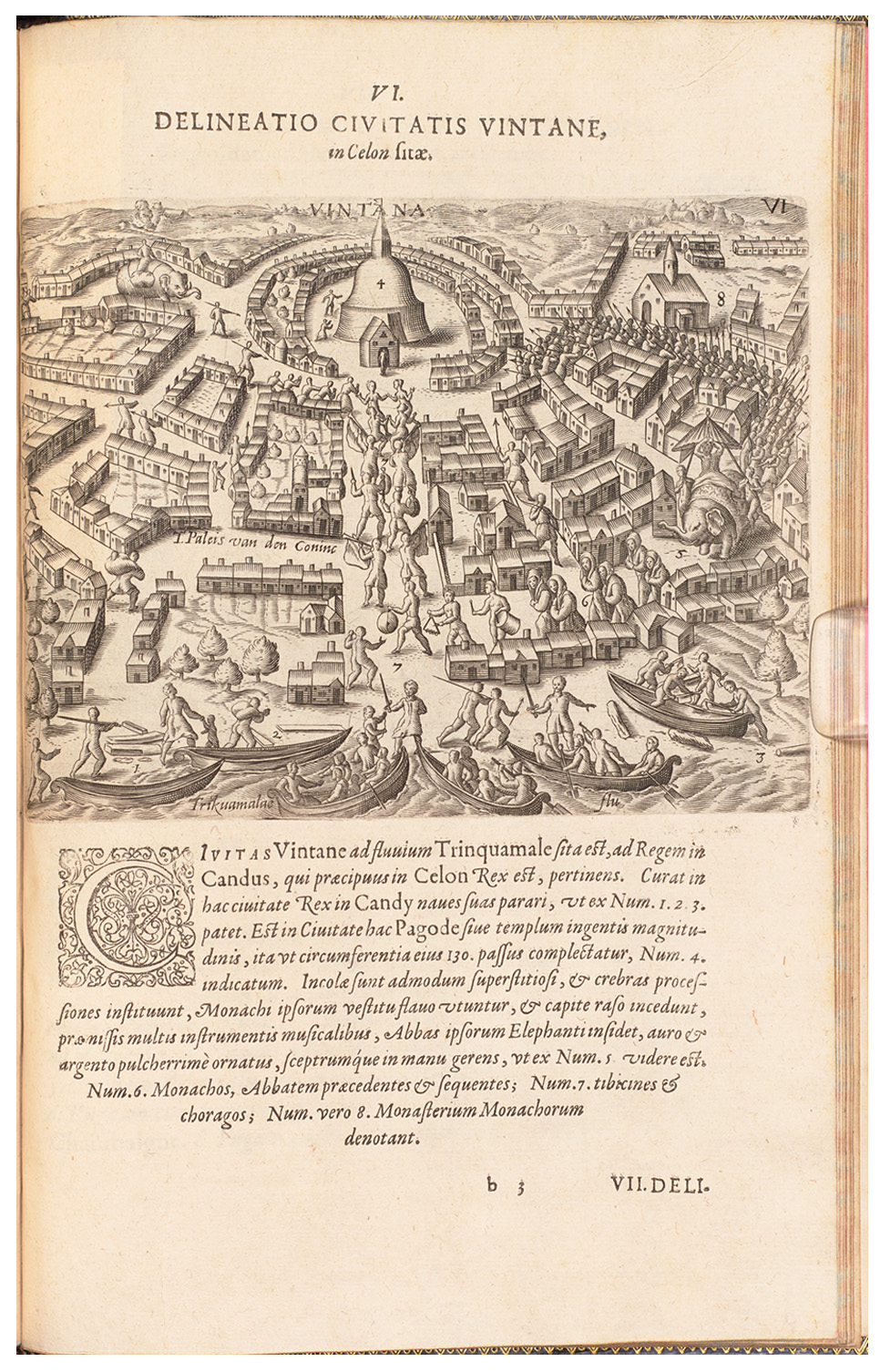
Van Spilbergens reis van de kust van Ceylon naar Kandy.

Bij Kaap Verde raakte Van Spilbergen in gevechten met de Portugezen ernstig gewond, maar hij liet de reis voortzetten. De Lam onder Cornelis Specx raakte onderweg gescheiden van de andere twee schepen en voer alleen verder naar Atjeh. Mei 1602 kwam van Spilbergen aan op Ceylon, en ontmoette daar de koning van Kandy. Van Spilbergen deed het voorkomen dat hij niet kwam om handel te drijven, maar dat hij in opdracht van Maurits van Oranje kwam om een verbond te sluiten tegen de gemeenschappelijke vijand, de Portugezen. De voornaamste interesse was echter natuurlijk de mogelijkheid om handel te drijven. Overladen met geschenken, beloften en brieven voor Maurits, en met een kleine hoeveelheid kaneel vertrok de vloot van Van Spilbergen richting Atjeh. (De vriendschappelijke houding van de koning van Kandy zou overigens niet lang duren. Sebald de Weert bezocht het eiland een jaar later en door zijn onhoffelijk handelen werd de verhouding verstoord en werd hij op last van de koning gedood.)
Bij aankomst op Atjeh bleek dat Frederik de Houtman inmiddels was vrijgelaten en de vijandige houding van de Sultan, die de broers De Houtman daar enkele jaren eerder hadden aangetroffen, reeds was omgekeerd. Samen met een Engelse vloot van James Lancaster veroverde hij een rijk geladen Portugese kraak, en er werd peper ingekocht. Aanvang 1603 bevond Van Spilbergen zich nog steeds op Atjeh toen drie schepen, vooruitgevaren van een vloot van Wybrand van Warwijck, het nieuws brachten dat alle onafhankelijke compagnieën in Nederland waren gefuseerd tot de Vereenigde Oostindische Compagnie (VOC). Van Spilbergen was daardoor niet meer in staat in opdracht van De Moucheron te handelen.
Op 30 augustus 1603 vertrok Van Spilbergen met het Schaap en de Lam (de Ram was verkocht aan de VOC) en twee schepen van Wybrand van Warwijck, de Eendracht en de Maegt van Enckuijsen, naar Zeeland waar hij op 24 maart 1604 aankwam. De werkelijke opbrengst van de reis was gering, maar Van Spilbergens Historiael journael (1605) over goud en kaneel wekte veel interesse. De VOC besloot op basis van zijn berichten tot een vestiging op Ceylon. Deze kwam er uiteindelijk pas in 1640. De exportproducten van Ceylon waren in die tijd kaneel, olifanten, parels en arecanoten.

### De reis om de wereld (1614 - 1617)
In 1614 begon Joris van Spilbergen in opdracht van de VOC aan een tocht naar Indië via de Straat Magellaan. Mogelijkerwijze was het verzoek van Isaac le Maire aan de Staten-Generaal om buiten de VOC om een tocht door de Straat Magellaan te organiseren de aanleiding van de reis. De VOC had het Nederlandse monopolie op tochten door de Straat, maar maakte daar tot dan toe geen gebruik van, en dat argument gebruikte Le Maire in zijn verzoek. Wellicht werd daarom deze tocht door de VOC georganiseerd om het monopolie veilig te stellen. Van Spilbergen had de opdracht gekregen om na passage van de Straat Magellaan Spaanse bezittingen aan te vallen en beroven, hoewel er een bestand bestond tussen Spanje en Nederland.

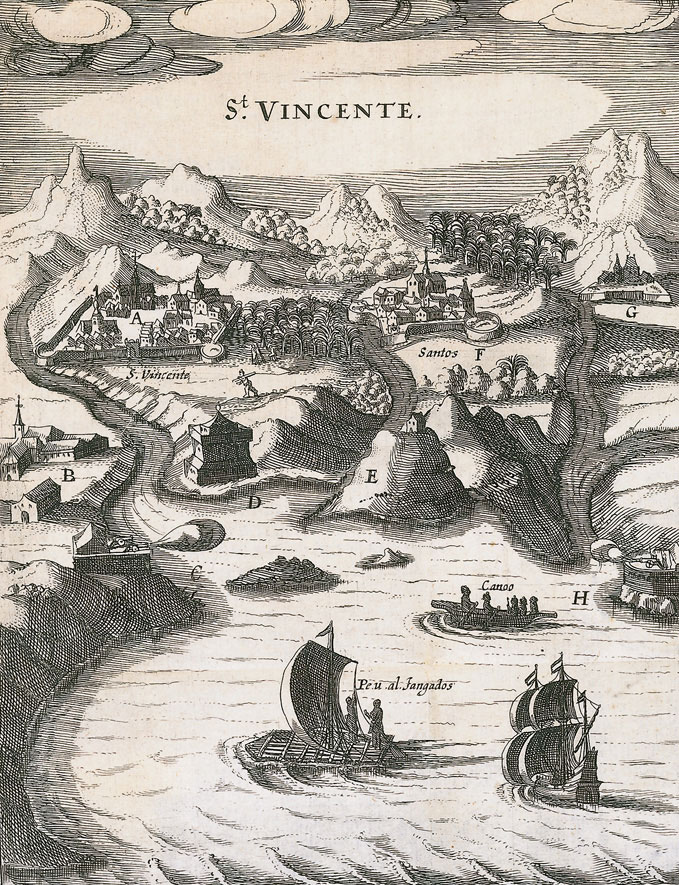
Baai van Sint Vincent

De vloot van zes schepen, de Zon, de Maan, de Jager, de Meeuw, de Morgenster en de Aeolus met in totaal 750 man, vertrok augustus 1614. De tocht ging via Kaap Verde naar Brazilië. Op 23 december ankerde men voor Ilha Grande voor de Braziliaanse kust om te verversen. Op nieuwjaarsdag riep Van Spilbergen de raad bijeen omdat hem gebleken was dat er muiterij dreigde op de Meeuw. Vijftien verdachten werden gearresteerd en twee werden ter dood veroordeeld. Ilha Grande bracht niet voldoende verse levensmiddelen en daarom werd besloten de zuidelijker gelegen baai Sint Vincent aan te doen. Daar werd geprobeerd met de Portugezen te onderhandelen, maar veel werd er niet gekocht. 4 februari heeft de vloot de baai weer verlaten en op 8 maart werd de Straat Magellaan bereikt. Pas begin april was de wind gunstig om de straat in te zeilen. Inmiddels was het schip de Meeuw gedeserteerd. Op 6 mei, relatief snel, bereikte de vloot van nu nog vijf schepen de Stille Oceaan.
De vloot zeilde vervolgens naar het eiland Mocha voor de kust van Chili waar men vriendelijk door de bevolking werd ontvangen. Het volgende eiland was Santa Maria. De sfeer was hier anders, zodat enige schoten werden gelost waarna het eiland werd geplunderd. Het volgende doel was Valparaíso, waar men 12 juni arriveerde. In de baai lag een schip maar het kon niet veroverd worden omdat de Spanjaarden het uit voorzorg in brand staken. Vervolgens ging men naar Arica waar men hoopte zilver te kunnen veroveren, maar ook daar bleken geen Spaanse schepen te liggen.
Op 16 juli ontmoetten ze de Spaanse vloot. De Spanjaarden waren inmiddels geïnformeerd over de komst van de Nederlanders, en waren voorbereid. Weliswaar was de Spaanse vloot met acht tegen vijf schepen in de meerderheid, maar de schepen waren slechter bewapend en werden aangevoerd door de onervaren admiraal Rodrigo de Mendoza. De Spanjaarden gingen ervan uit dat de vloot van Van Spilbergen door de lange reis in slechte conditie was. De vloot van de Spanjaarden was voor het treffen enigszins uit elkaar gewaaid. Toch besloot De Mendoza met drie of vier schepen aan te vallen. Hij werd echter verrast door het sterke vuur van de vloot van Van Spilbergen en hij was niet in staat de overwinning te behalen. Een Spaans schip zonk in het nachtelijke gevecht, een ander de volgende dag. De andere Spaanse schepen keerden in de morgen terug naar Lima om daar de komst van de Nederlanders af te wachten.
Op 21 juli liepen twee schepen van Van Spilbergen de baai van Callao binnen waar ze werden verrast door de zware weerstand van de Spanjaarden. Het schip de Jager werd beschadigd en men was genoodzaakt zich terug te trekken. Een Spaans schip werd buitengaats veroverd en aan de Nederlandse vloot toegevoegd, zodat de vloot nu weer uit zes schepen bestond. Op 8 augustus ankerde de vloot voor Payta (Peru) en nadat de stad beschoten werd, en de verdediging gevlucht was, plunderde men de stad. De buit was echter niet groot. Op 21 augustus lichtte de vloot de ankers weer. Door slecht weer heeft Van Spilbergen zijn volgende doel, Cocoseiland, niet kunnen vinden. Het op de Spanjaarden veroverde schip ging verloren en ook de andere schepen liepen door het slechte weer schade op.
Op 11 oktober ankerde de vloot voor Acapulco waar men tot hun verbazing door de Spanjaarden beleefd werd ontvangen. Spaanse krijgsgevangenen werden hier uitgewisseld voor leefkost, en 18 oktober zette men weer koers naar zee. Een Spaans schip met een lading van weinig waarde werd veroverd en aan de vloot toegevoegd. Van 6 mei tot 26 november had men langs Zuid-Amerika, Panama en tot aan Mexico gezeild. Op verschillende plaatsen had men aangevallen zonder zelf veel schade op te lopen; de vloot was nog steeds bijeen. Maar op 26 november besloot Van Spilbergen de koers naar het westen te verleggen om via de Ladrone-eilanden, en Filipijnen naar de Molukse eilanden te reizen.
De vloot heeft de oversteek over de Stille Oceaan in 58 dagen uitgevoerd, waarbij overigens velen zijn overleden. Op 24 januari 1616 ankerde men voor de Ladrones waar nieuwe proviand werd ingeslagen. 27 januari vertrok men weer, en op 9 februari bereikte de vloot Capul op de Filipijnen. Ook hier werden ze welwillend ontvangen. Er werd opnieuw vers voedsel ingeslagen, en Van Spilbergen hoorde hier dat een grote Spaanse vloot in de baai van Manilla klaar lag. De vloot was echter al vertrokken toen Van Spilbergen de baai bereikte. Toen hij hoorde dat de Spaanse vloot naar Ternate, de toenmalige hoofdvestiging van de VOC, zou varen, heeft Van Spilbergen de ankers gelicht om zo spoedig mogelijk naar de Molukse eilanden te gaan. De Spaanse vloot was echter niet naar de Molukken gevaren, maar naar Malakka. Overigens werd het bezoek van Van Spilbergen aan Manilla zo kort na de verversing op de Ladrones mogelijk in opdracht van de Staten-Generaal gedaan, omdat admiraal Paulus van Caerden daar door de Spanjaarden gevangen werd gehouden. Hij was echter op het moment dat Van Spilbergen arriveerde al overleden.
Op 30 maart 1616 bereikte Van Spilbergen Ternate waar hij door waarnemend gouverneur-generaal Laurens Reael werd onthaald. In Ternate nam hij nog deel aan een expeditie om een Engelse vloot te onderscheppen.
Op 18 juli vertrok Van Spilbergen, misschien na onenigheid met Laurens Reael, misschien omdat hij niet onder het gezag van andere ervaren zeelui wilde varen. Op 10 oktober arriveerde hij op Bantam. Op 29 oktober arriveerde daar ook het schip de Eendracht onder leiding van Jacob le Maire, die ten zuiden van Straat Magellaan door de Straat Le Maire en langs Kaap Hoorn een nieuwe route had ontdekt. Jan Pieterszoon Coen nam het schip en de goederen van Le Maire in beslag en stuurde hem met de vloot van Van Spilbergen terug naar Nederland. Van Spilbergen verliet op 14 december Bantam, en zeilde om Kaap de Goede Hoop naar Zeeland. Hij kwam daar 1 juli 1617 aan.

Spilbergen in Chile en Mexico.
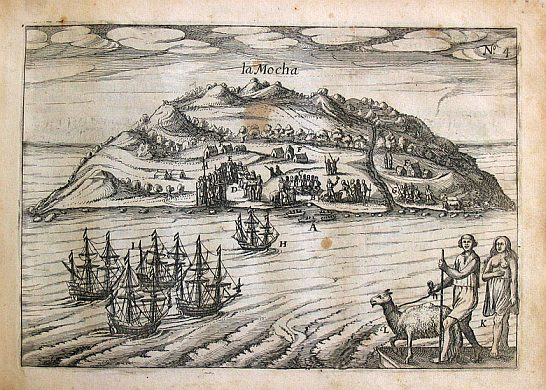
Van Spilbergen bij Mocha.
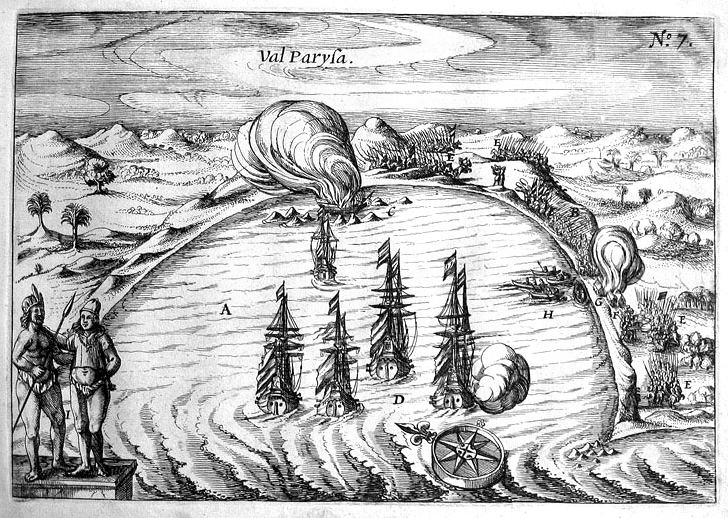
Van Spilbergen in de baai van Valparaíso, 1615.
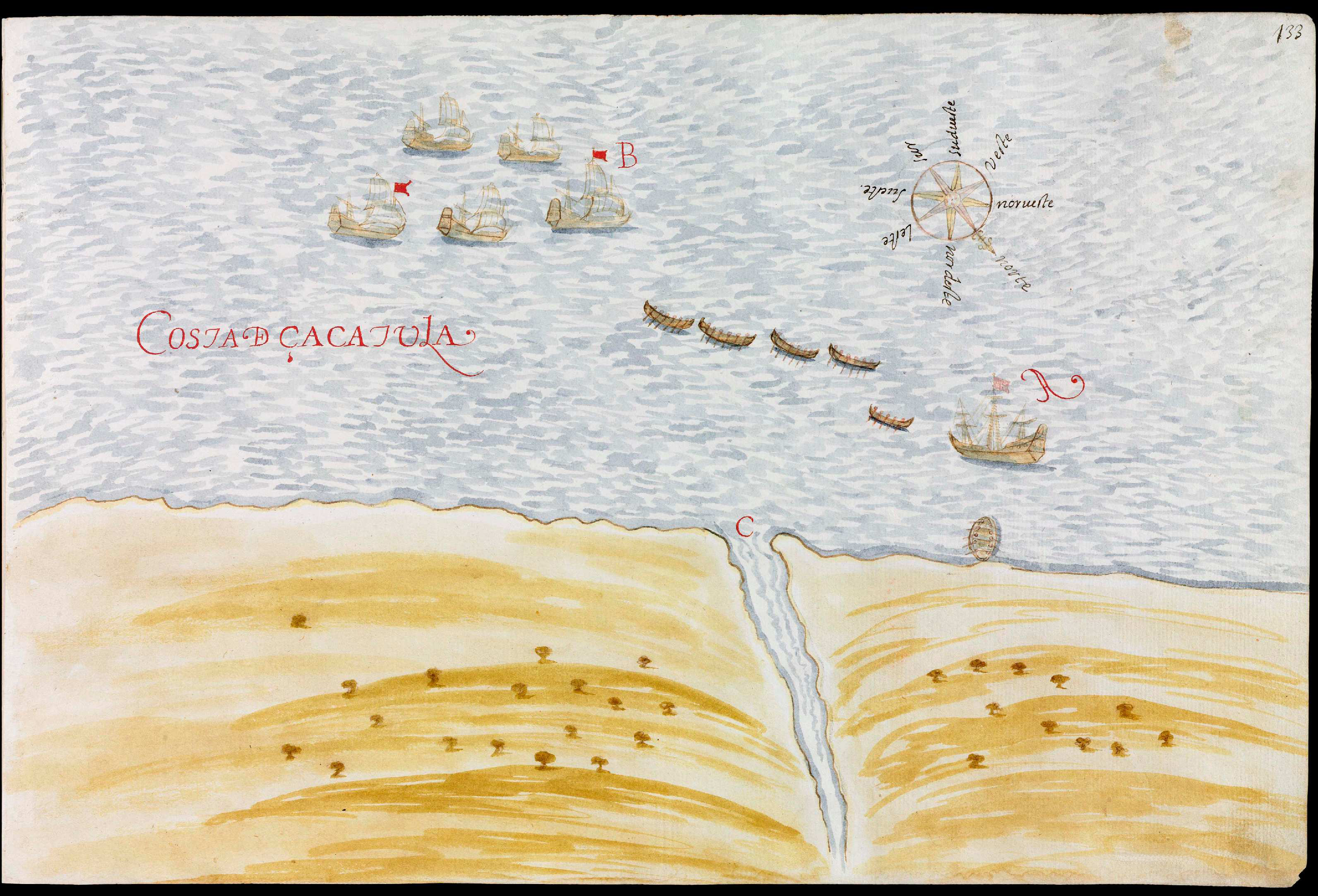
De vloot van Van  Spilbergen (B) overmeestert een Spaans schip  (A) onder leiding van Nicolás de Cardona in de mond van de Balsas (C).
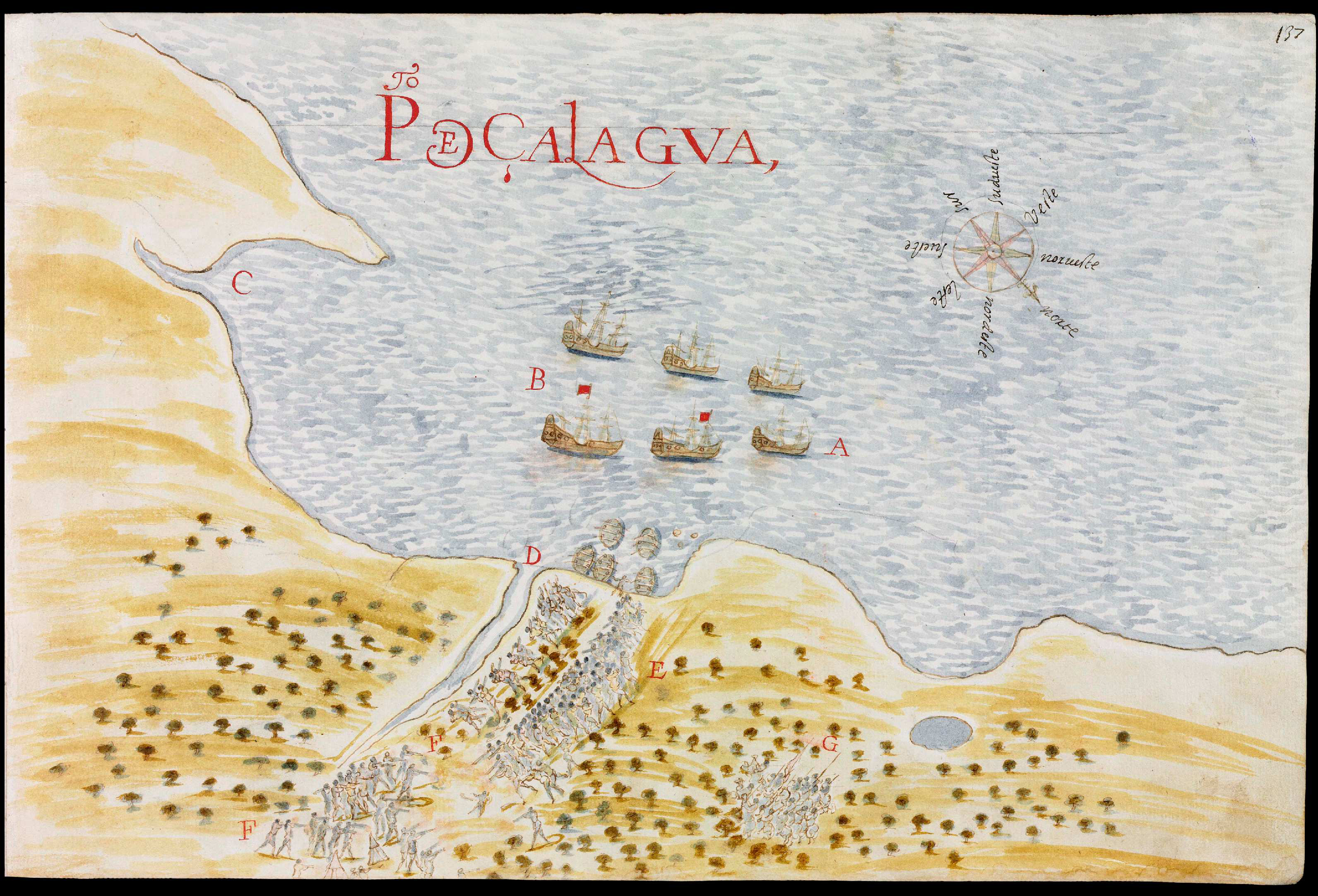
Spanjaarden verweren zich tegen een landing van de mannen van Van Spilbergen in Salagua.